# Lövenich
Lövenich ist ein Stadtteil von Erkelenz und liegt im südlichen Stadtgebiet im Kreis Heinsberg. Einige Kilometer südlich beginnt der Kreis Düren.

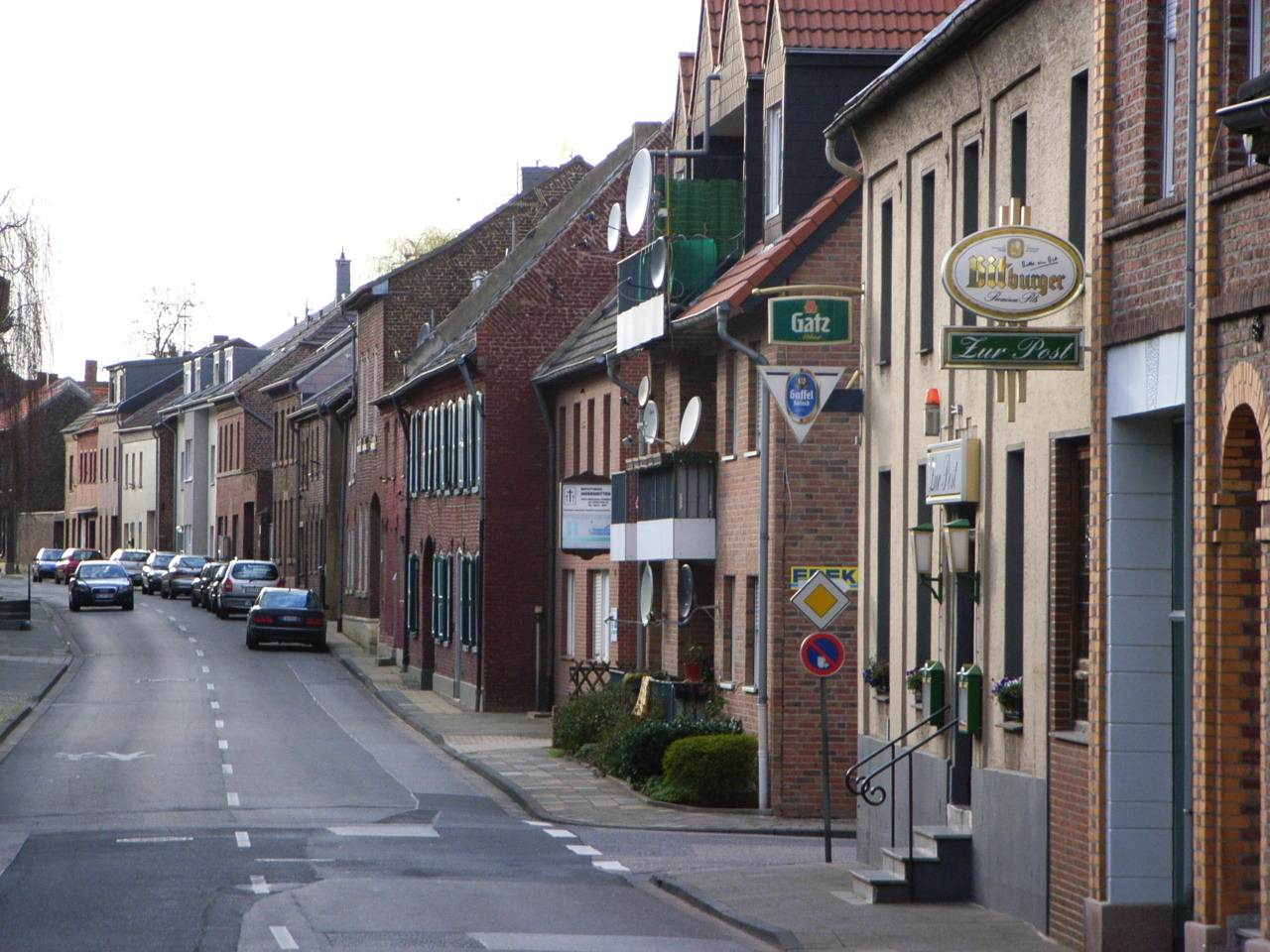
Hauptstraße

## Geographie

### Lage

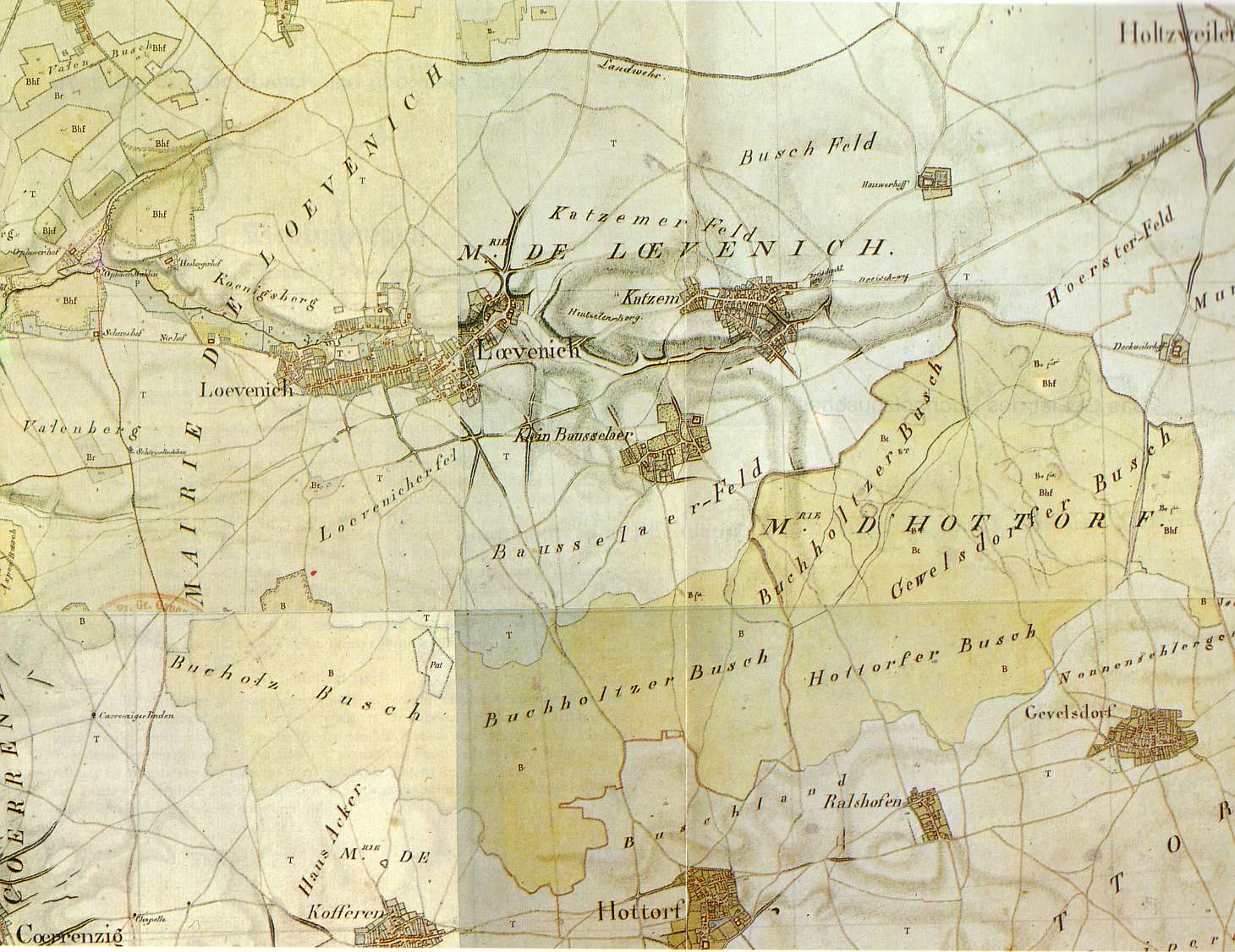
„Mairie de Loevenich“ mit Bucholzbusch um 1803

Lövenich liegt in einem Tal in der Erkelenzer Börde.
Im Norden liegen Erkelenz, Tenholt, Immerath (neu) und Bellinghoven, im Osten Katzem, im Süd-Osten Kleinbouslar, im Süden Hottorf und Kofferen, die letzten zwei Orte liegen im Kreis Düren. Das westlich gelegene Baal gehört zur Stadt Hückelhoven.
Zu Lövenich gehören auch die Dörfer Kleinbouslar und Katzem sowie die einzeln liegenden Höfe Gut Haberg, Haberger Hof, Nierhoven, Ophover Mühle, Dingbuchenhof, Hauerhof und Eichhof, die zwei Letzteren liegen bei Katzem.

### Geologie
Im Untergrund verläuft in Ost-West-Richtung eine geologische Verwerfungslinie, der Lövenicher Sprung. Er trennt den Erkelenzer Horst von der Erft-Scholle.
Lövenich gehört zum Erdbebengebiet Kölner Bucht. Gottfried von Berg erwähnt im 18. Jahrhundert in seiner Dorfchronik etliche Erdbeben, darunter auch das Erdbeben bei Düren vom 18. Februar 1756, eines der stärksten bisher bekannten Erdbeben in Mitteleuropa.
In der Bachaue des Nysterbaches weisen etliche Häuser Bergsenkungsschäden auf, verursacht durch die Grundwasserabsenkungen des nahen Braunkohletagebaues Garzweiler.

### Der Nysterbach
Der Nysterbach fließt von Katzem kommend in ost-westlicher Richtung durch den Ort und anschließend durch ein Bruchgebiet. Das Bruch liegt am Rand des Baaler Riedellandes. Betroffen durch die Sümpfungsmaßnahmen von dem Braunkohletagebau Hambach und Garzweiler, wird heute das Bruch durch Brunnen bewässert. Nachdem das Gewässer das Bruchgebiet durchflossen hat, wird es Baaler Bach genannt, und mündet schließlich in die Rur. Dieser Unterlauf liegt im Gebiet der Stadt Hückelhoven.

## Geschichte

### Ortsname

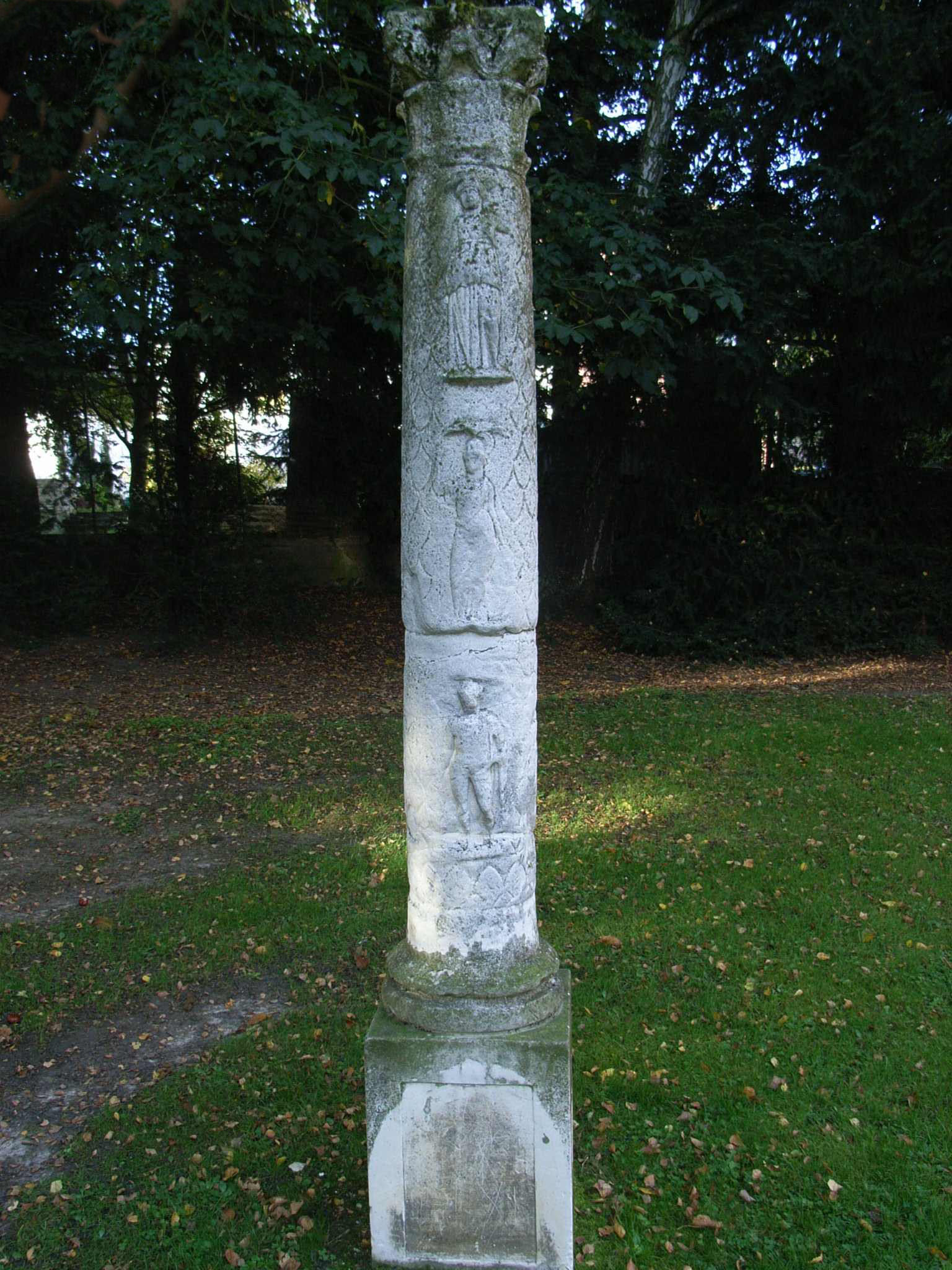
Jupitersäule (Replikat)

1033 wird der Ort luvenich, 1118 Lovenihc, 1230 Lovenich genannt. Dieser Ortsnamen gehört zur Gruppe der vordeutschen -(i)acum-Namen und geht auf die gallo-römische Epoche zurück. Eine Siedlungskontinuität des Ortes zwischen römischer und fränkischer Zeit ist aber nicht nachzuweisen. Hingegen ist bekannt, dass in der Umgebung die Börde von römischen Bauernhöfen, den „villae rusticae“ besiedelt war. Im benachbarten Klein-Bouslar wurde 1906 eine Jupitersäule gefunden.

### Neuzeit

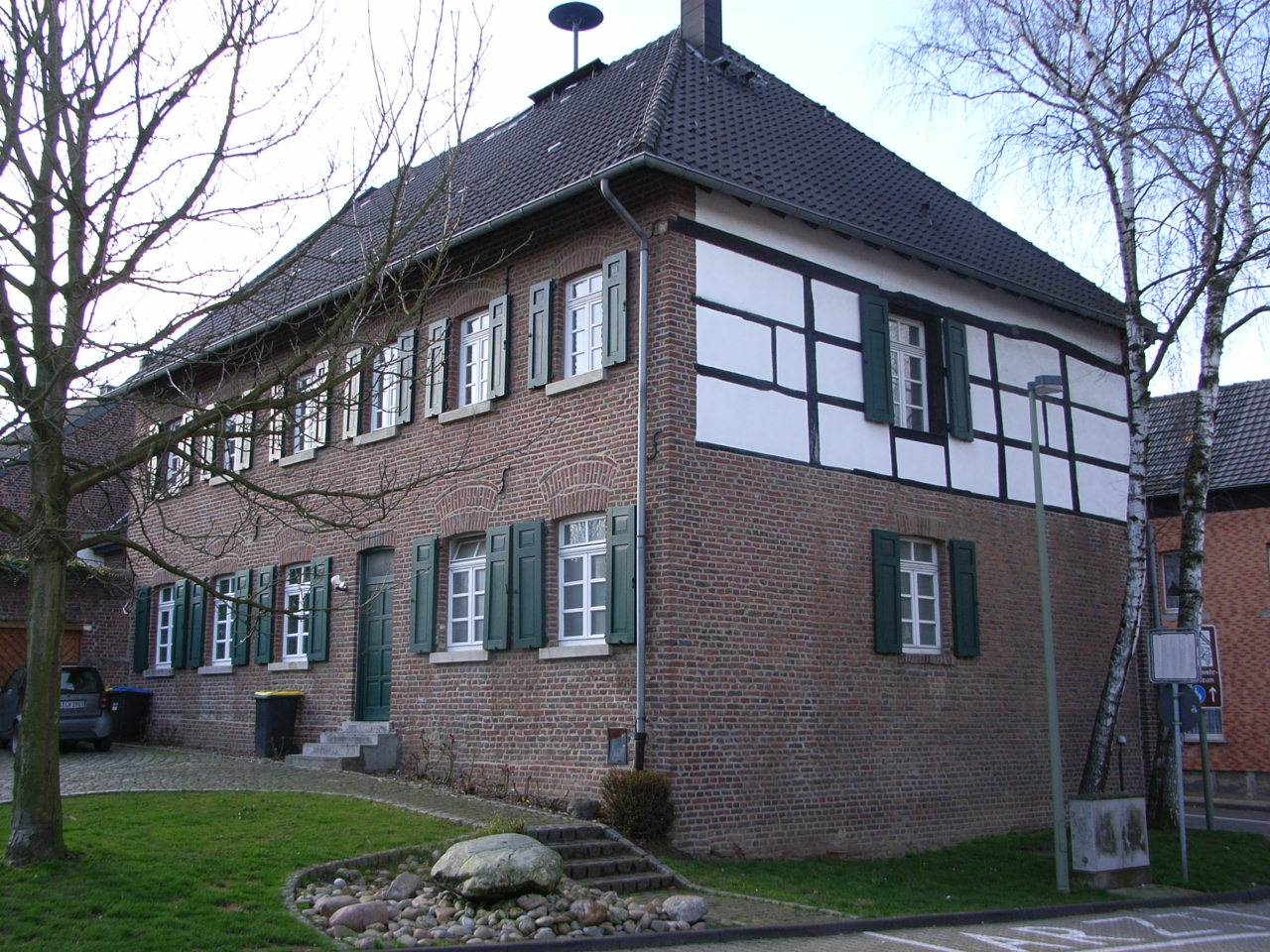
Alte Bürgermeisterei

Lövenich gehörte bis 1794 jahrhundertelang zum Herzogtum Jülich. Gelegen im Amt Kaster, war Lövenich Gerichtsort für die Orte Katzem, Boslar und Gevelsdorf. Unter französischer Herrschaft um 1800 bildeten Lövenich, Katzem und Kleinbouslar eine Mairie im Kanton Erkelenz.
Bis in die 1850er Jahre lag südlich des Dorfes der Buchholzbusch, ein großer Wald, der in Ost-West-Erstreckung eine Länge von rund 7,5 Kilometer hatte. Seit dem Mittelalter wurde er von den so genannten Erbberechtigten der umliegenden Dörfern als Gemeinschaftswald genutzt. Seit dem Jahr 1470 regelte die Buschordnung die Verwaltung des Waldes. Ab 1850 wurde er gerodet und sein fruchtbarer Lössboden als Acker genutzt.
Im 18. Jahrhundert wurde um Lövenich viel Hopfen angebaut. Daher wurden die Einwohner auch „Hoppesäck“ (Hopfensack) genannt, diese Bezeichnung findet sich heute im Namen der örtlichen Karnevalsgesellschaft.
Im 19. Jahrhundert lebte der überwiegende Teil der Bevölkerung haupt- oder nebenberuflich von der Landwirtschaft. Daneben zählte aber das meist in Familien betriebene Handwerk 1861 240 Beschäftigte, darunter etwa 40 Schuhmacher. So erinnert der Name „Klapperstraße“ an die klappernden Handwebstühle. 1887 waren in Lövenich noch 37 Meister und drei Meisterinnen als Hausweber tätig, bevor am Ende des Jahrhunderts der Übergang zu mechanischen Webereien für das Familiengewerbe meist das Ende bedeutete. Die Textilindustrie der Region brachte aber auch Lövenich neue wirtschaftliche Impulse. 1861 zählte die Gemeinde bereits 40 Drechslereien mit doppelt so vielen Beschäftigten. Der Drechslermeister Wilms modernisierte 1884 seinen Betrieb mit einer Dampfmaschine. Als „Spöllkesdrieher“ bedienten die meisten Drechsler den Bedarf an einfachen hölzernen Spulen der Spinnereien und Webereien.

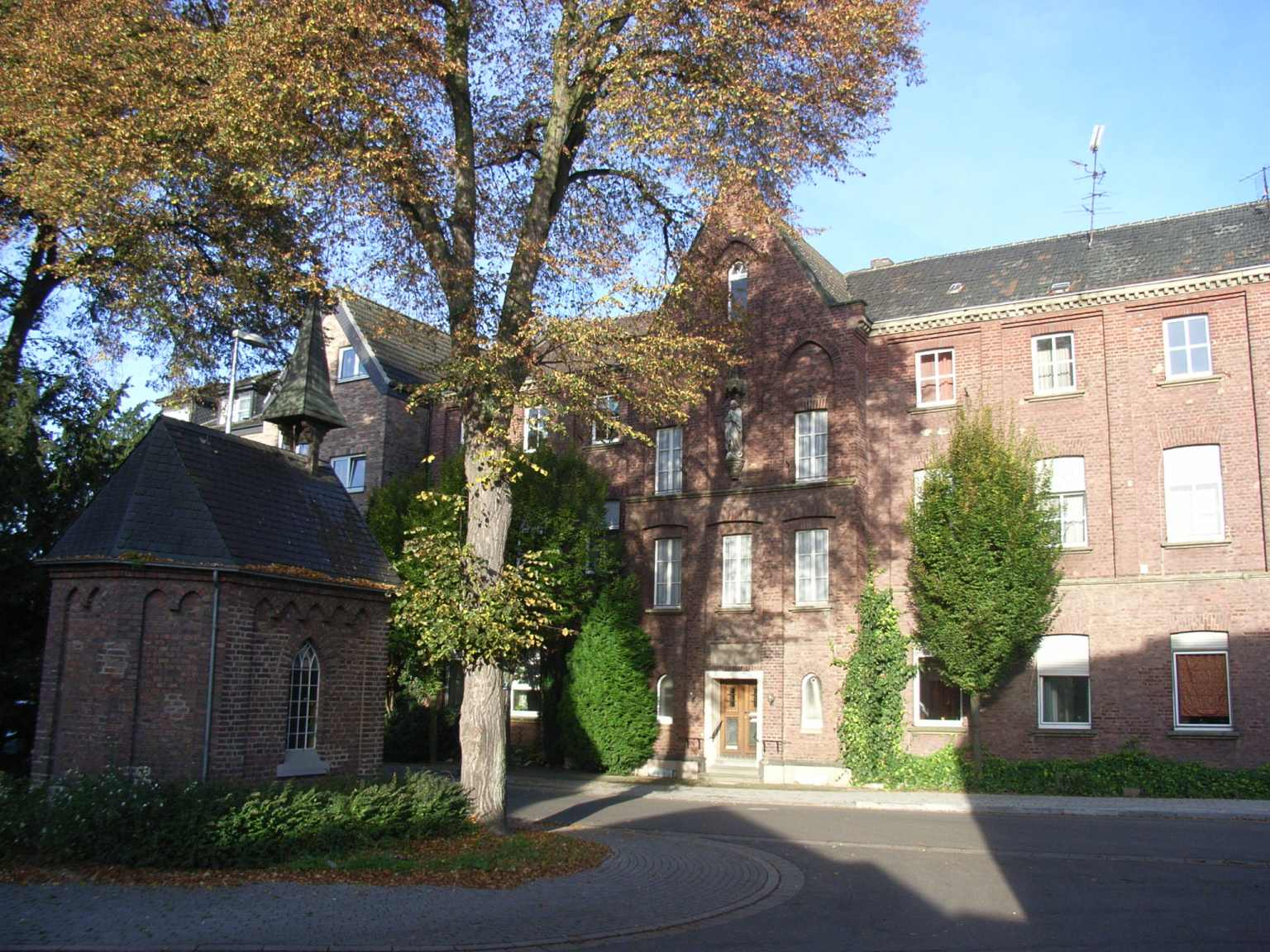
Krankenhaus und Kapelle am Gasberg

Verschiedene Feuersbrünste verschärften die soziale Not im 19. Jahrhundert. Am 2. Oktober 1874 brannte in kurzer Zeit fast der gesamte Ortsteil am Gasberg nieder. Anstelle der alten Fachwerkhäuser baute man anschließend Backsteingebäude wieder auf.
Verschiedene Wohltätigkeitsstiftungen widmeten sich im 19. Jahrhundert dem Armutsproblem im Ort. Auf eine vom Cellitinnenorden aus der Kölner Severinstraße verwalteten Stiftung geht die Gründung des St.-Josef-Kranken- und Waisenhauses hervor. 1880/81 wurde der imposante Backsteinbau und eine Kapelle am Gasberg errichtet. 1968 endete der Betrieb des Krankenhauses. Der Orden musste aus Nachwuchsmangel seine letzten neun Schwestern zurückziehen. Heute wird das Gebäude als privates Altenheim genutzt.

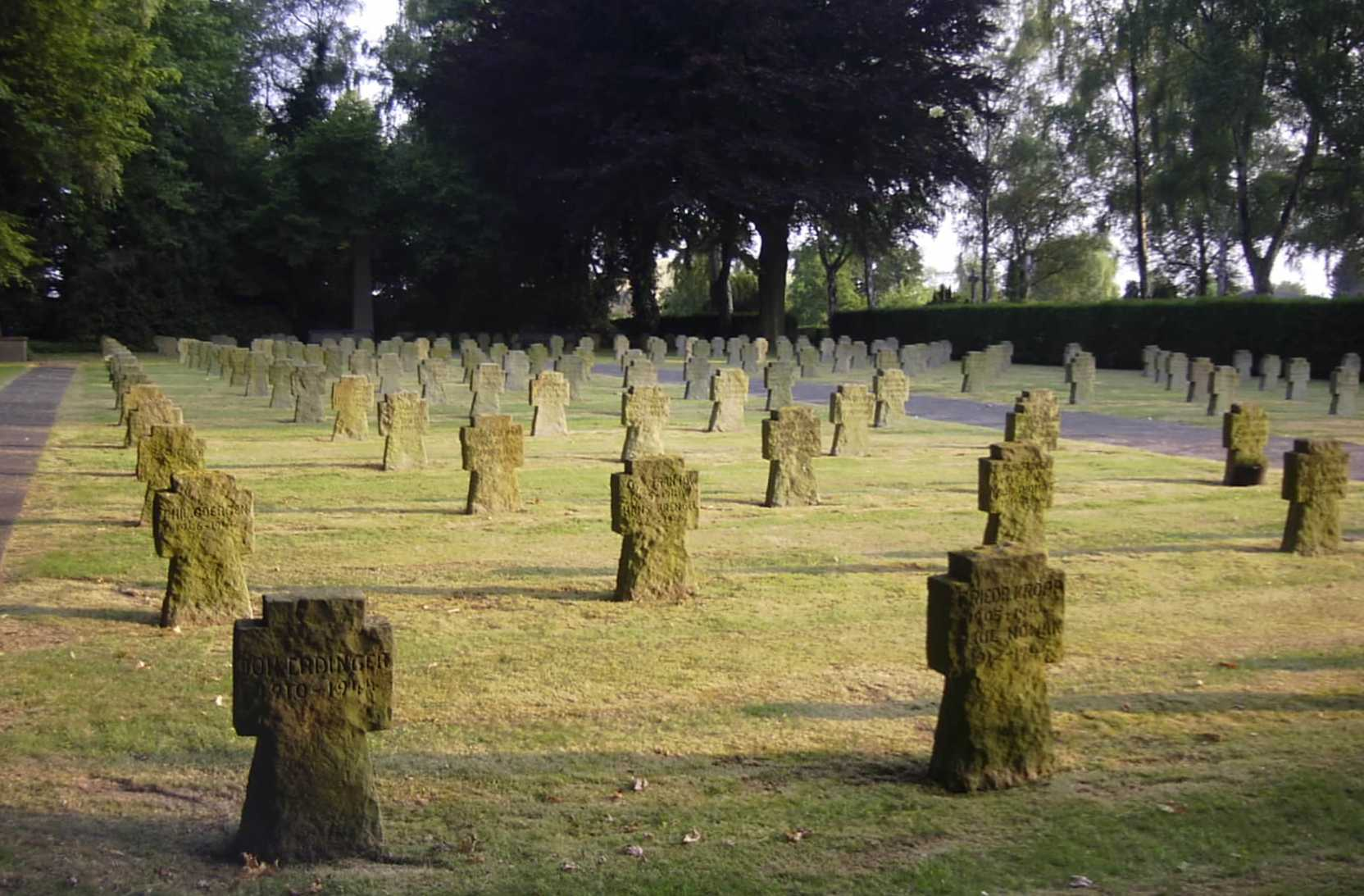
Soldatenfriedhof

Zur Vorbereitung des Zweiten Weltkrieges wurden als Teil des Westwalls am Hötzelenberg Bunkerstellungen errichtet. Gegen Kriegsende wurde im Lövenicher Krankenhaus, Pfarrsaal und Schule ein Verbandsplatz eingerichtet. Im November 1944 erreichte amerikanische Artilleriebeschuss Lövenich und das Dorf wurde evakuiert. 446 Grabstellen des Lövenicher Soldatenfriedhofs erinnern an die letzten Kampfhandlungen im Bereich der Rurfront. Am 25. Februar 1945 befreiten amerikanische Truppen der 102. Infanteriedivision der 9. US-Armee Lövenich von der nationalsozialistischen Herrschaft.
Seit dem 1. Januar 1972 gehört Lövenich zur Stadt Erkelenz. Vorher war die Ortschaft von 1816 bis 1935 eine selbstständige Bürgermeisterei. 1935 wurde die Bürgermeisterei dem Amt Baal zugeschlagen.

### Bevölkerungsentwicklung
Einwohnerzahlen der (ehemaligen) Gemeinde Lövenich mit Katzem und Kleinbouslar:
| Jahr | 1806 | 1861 | 1885 | 1925 | 1933 | 1939 | 1950 | 1961 | 1970 | 2008 | 2009 | 2010 |
| Ew.  | 2043 | 2941 | 2514 | 2784 | 3001 | 2728 | 3052 | 3271 | 3275 | 4219 | 4177 | 4161 |

## Religion

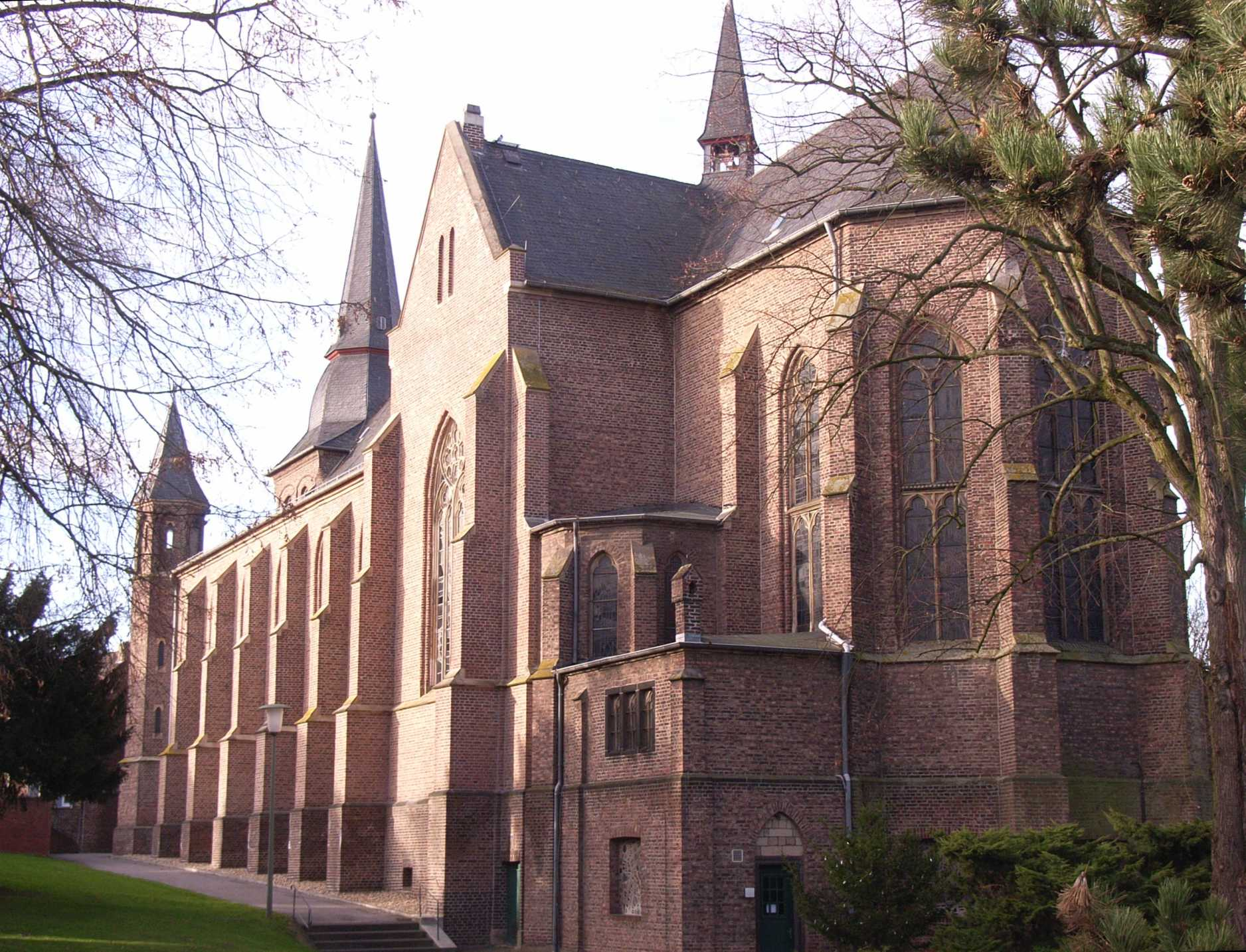
Katholische Pfarrkirche St. Pauli Bekehrung

Die katholische Pfarre St. Pauli Bekehrung umfasst auch den Ort Klein-Bouslar. Die Gründung der Kirche erfolgte vor dem Jahr 1000. Lövenich ist also eine der ältesten Pfarrgemeinden der Umgebung. 1869 wurde die heutige dreischiffige Hallenkirche im neogotischen Stil fertiggestellt und ersetzte einen Vorgängerbau der auf das 15. Jahrhundert zurückging. Am 1. Januar 2010 wurde die kath. Kirchengemeinde mit zehn anderen Kirchengemeinden zur Pfarrgemeinde St. Maria und Elisabeth Erkelenz zusammengeschlossen.
Das Dorf weist seit der Reformation eine katholische und evangelische Gemeinde auf. Letztere ist eine der kleinsten evangelischen Gemeinden des Rheinlandes im Kirchenkreis Jülich. Schon 1562 sollen in Lövenich evangelische Predigten stattgefunden haben. Die 1684 erbaute Hofkirche wurde am damaligen Ortsrand erbaut und liegt versteckt hinter einem Wohngebäude (im Hof: Ursprung des Namens!), denn die Gemeinde wurde im katholischen Jülicher Herzogtum nur toleriert. Die Gemeinde lebte bis zur Preußischen Union von 1817 nach dem reformierten Bekenntnis.

## Wappen
| Wappen von Lövenich | Blasonierung: „In einem schwarzen Feld steht ein einschwänziger Löwe und trägt einen Kirchturm. Um den Löwen sind drei Hopfendolden abgebildet.“ |
| Wappen von Lövenich | Wappenbegründung: Der Löwe entstammt dem Wappen des Jülicher Herzogtums. Die Hopfen erinnern an den ehemaligen Anbau dieser Pflanze.             |

## Sehenswürdigkeiten

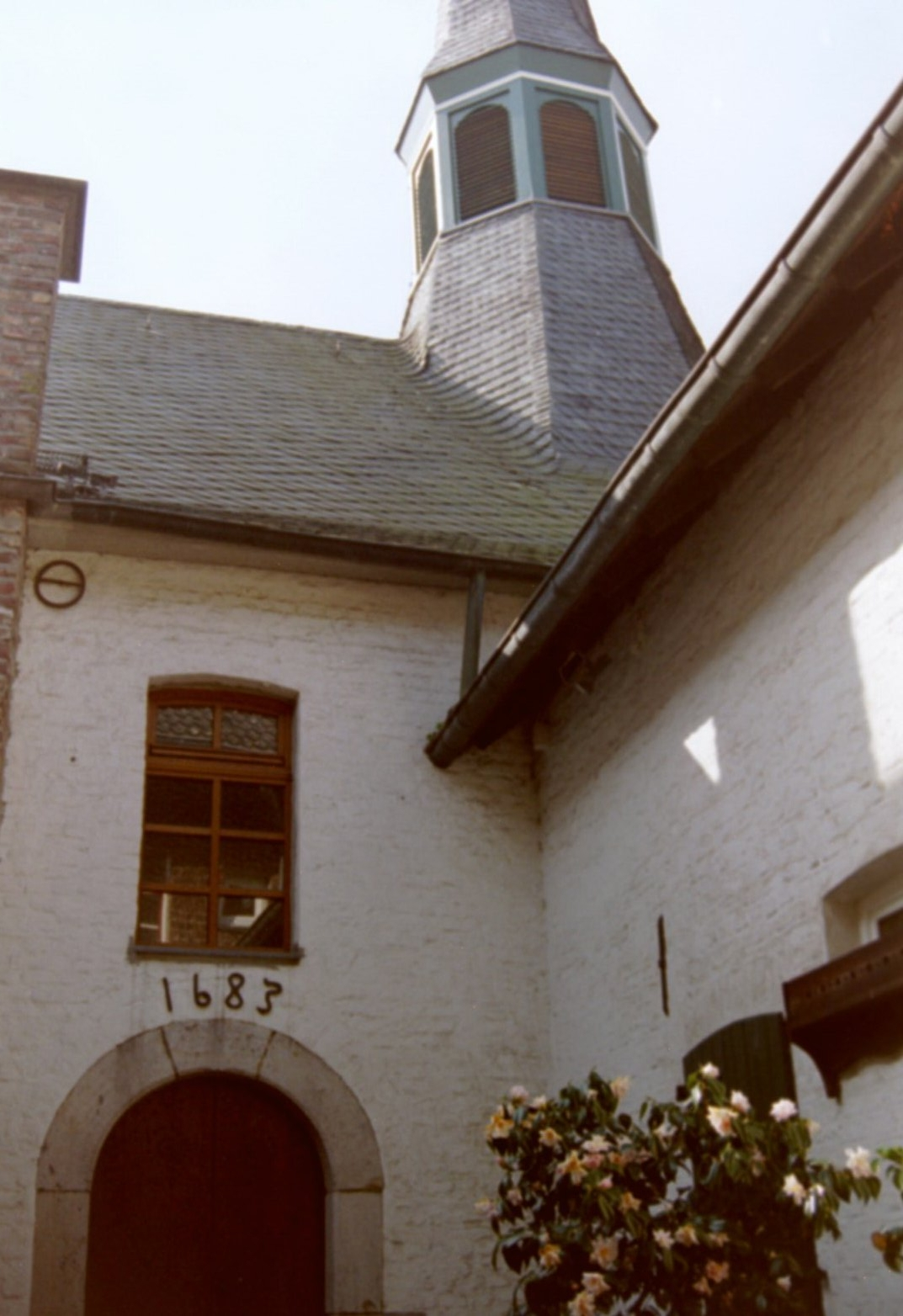
Innenhof der evangelischen Hofkirche

- Rheinisches Feuerwehrmuseum: es werden mehr als 800 Exponate auf einer Ausstellungsfläche von 1500 m² gezeigt
- römische Jupitersäule: die Nachbildung steht an der Katholischen Kirche
- Hofkirche: Evangelische Kirche an der Hauptstraße, wurde 1683 im Hinterhof errichtet. 1686 entstand das an der Straße vorgelagerte Pfarrhaus. Das denkmalgeschützte Ensemble bildet eine geschlossene Vierkant-Hofanlage. 1834 wurde eine Schule angefügt. Die barocke Kanzel der Kirche stammt aus einer reformierten Kirche aus Köln-Mülheim und wurde 1842 gestiftet.
- Pfarrkirche St. Pauli Bekehrung: katholische neugotische Kirche, 1869 nach Entwürfen des damaligen Dombaumeisters an St. Stephan in Wien, Friedrich von Schmidt, erbaut. Die Orgel wurde 1876 vom Aachener Orgelbauer Christian Wendt gefertigt und 1995 grundlegend restauriert. Aus einer Vorgängerkirche stammt die Grabplatte des Ritters und Pilgers Arnold von Harff, die heute in der Krypta aufgestellt ist.
- Die Antonius-Kapelle von 1895 liegt an der Hauptstraße.

## Regelmäßige Veranstaltungen
- Karnevalsumzug am Tulpensonntag
- Pfingstkirmes

## Infrastruktur
- Löschgruppe Lövenich der Freiwilligen Feuerwehr Erkelenz
- Städtischer Kindergarten Lövenich
- Katholischer Kindergarten Lövenich
- Nysterbachschule, Gemeinschaftsgrundschule in Lövenich
- Mehrzweckhalle

## Verkehr
Die Landstraße 366, die Erkelenz mit Jülich verbindet, verläuft durch den Ort. Die L 117 verbindet Lövenich mit Baal und Katzem. Es besteht eine
Lärmschutzeinhausung.
Lövenich liegt im Verbundraum des AVV. Die Buslinien 495 und EK2 der WestVerkehr verbinden Lövenich mit Erkelenz und den Nachbarorten.
Zudem verkehrt der Multi-Bus seit dem 9. Juni 2024 kreisweit erweitert und zu einheitlichen Bedienzeiten:
- Mo–Fr an Schultagen von 9:00 Uhr bis 12:00 Uhr und 14:00 Uhr bis 00:30 Uhr
- Mo–Fr an Ferientagen von 6:00 Uhr bis 00:30 Uhr
- samstags von 6:30 Uhr bis 00:30 Uhr
- sonn- und feiertags von 7:30 Uhr bis 00:30 Uhr

Es können Fahrten in alle Orte der Städte/Gemeinden:
- Hückelhoven
- Geilenkirchen
- Übach-Palenberg
- Wegberg
- Erkelenz
- Wassenberg
- Heinsberg
- Waldfeucht
- Selfkant
- Gangelt

gebucht werden.
Zudem sind zu bestimmten Zeiten grenzüberschreitende Verbindungen in die Niederlande möglich:
- Posterholt
- Echterbosch
- Sittard
- Onderbanken/Schinveld

| Linie | Verlauf |
| ----- | --- |
| 495   | Katzem – (Kleinbouslar ←) Lövenich – Baal Kirche – Baal Bf – Doveren – Hückelhoven – Schaufenberg – Ratheim – Krickelberg – Orsbeck Friedhof – Wassenberg |
| EK2   | (Erkelenz ZOB –) Erkelenz Bf – Tenholt – Lövenich – (Kleinbouslar →) Katzem                                                                               |

Des Weiteren führt der ausgeschilderte Erkelenzer Fahrradrundweg „EK“ und Fernradwanderweg „R18“ durch den Ort.

## Persönlichkeiten
- Arnold von Harff (1471–1505), der Ritter lebte ab 1499 auf einer nicht mehr erhaltenen Burg hinter dem heutigen Gut Nierhoven. Über seine mehrjährige Pilgerreise durch Europa und den Orient bis nach Jerusalem und Santiago de Compostela verfasste er hier Reiseberichte. Seine Grabplatte befindet sich in der Krypta der katholischen Pfarrkirche. Am Eingang ist eine Gedenkplatte angebracht.
- Gottfried von Berg (1712–1786) verfasste von 1750 bis 1776 eine Chronik über das Dorfgeschehen.
- Johann Simon Piel (1793–1875), der Bauer stiftete seinen Nachlass, um im Dorf ein Krankenhaus zu errichten.
- Arno Platzbecker (1894–1956), Maler[6]